# 1949 في بلغاريا
فيما يلي قوائم الأحداث التي وقعت خلال عام 1949 في بلغاريا.

## سياسة

### تعيين في المنصب
- 2 يوليو – فاسيل كولاروف رئيس وزراء بلغاريا [الإنجليزية]‏.

## مواليد

### يناير
- 5 يناير – ماريا تودوروفا مؤرخة بلغارية.

### سبتمبر
- 29 سبتمبر – إيفجيني إرمينكوف لاعب شطرنج بلغاري.

## وفيات

### نوفمبر
- 1 نوفمبر – نيكولا زيكوف (مواليد 1865) ضابط بلغاري.

### ديسمبر
- 31 ديسمبر – رضا توفيق (مواليد 1869)